# 长庚街道
长庚街道，原名护城乡，是中华人民共和国湖南省常德市武陵区下辖的一个乡镇级行政单位。

## 行政区划
护城乡下辖以下地区：
张家台社区、皂果树社区、高车社区、仙源社区、西郊社区、三岔路社区、岩坪村和聚宝村。